# Alakbar Mammadov
Alakbar Mammadov (în azeră Ələkbər Məmmədov; în rusă Алекпер Мамедов; n. 9 mai 1930 – d. 28 iulie 2014) a fost un fotbalist sovietic azer, care a jucat pe postul de atacant, fiind cunoscut  pentru activitatea sa de la FC Dinamo Moscova în anii 1950 și mai târziu ca primul selecționer al echipei naționale independente de fotbal a Azerbaidjanului.
A fost numit Maestru al Sportului în URSS după ce a câștigat Liga Superioară a URSS de patru ori și a făcut parte din Echipeia națională a URSS. Mammadov a jucat timp de 12 ani pentru clubul din orașul său natal PFC Neftchi Baku, pe care l-a și antrenat în două rânduri.
El a fost singurul jucător care a înscris patru goluri împotriva lui AC Milan pe San Siro.

## Carieră
Mammadov a fost bine cunoscut pentru marcarea golului victoriei lui Dinamo, marcat în minutul 87 al meciului de campionat din sezonul 1957 împotriva lui Spartak Moscova, meci în urma căruia Dinamo a câștigat titlul. 50 de ani mai târziu, golul lui Mammadov a fost comemorat în cadrul unei ceremonii în care i-a fost acordat Ordinul lui Alexander Nevski (gradul I) pe Stadionul Petrovski din Dinamo. Pe lângă cele 45 de goluri pe care le-a înscris pentru Dinamo în meciurile de în campionat, Mammadov a marcat de asemenea 11 goluri în competițiile europene, printre care cel cu AC Milan marcat în fața a 100.000 de spectatori pe San Siro în 1955 și împotriva echipei braziliene Vasco da Gama în timpul amicalului jucat în 1956 la Moscova, în fața a 90.000 de spectatori.
Între 1972 și 1990, Mammadov a fost președintele comitetului care a organizat „Mingea de piele“ turneu de fotbal pentru tineretul sovietic (Всероссийский турнир юных футболистов «Кожаный мяч»), , care acum este asociat cu Cupa Națiunilor Danone. Mammadov a scris o carte de memorii intitulată Secretele Profesiei de Fotbalist din 1991.
În 1992, Mammadov a devenit primul antrenor principal al echipei naționale de fotbal a Azerbaidjanului, reușind să câștige cu 6-3 în primul meci jucat de această națională, cel împotriva Georgiei, la 25 mai 1993. Pentru contribuțiile sale aduse fotbalului din Azerbaidjan, a fost înființat în 2008 un turneu de fotbal în onoarea lui Mammadov, care a avut loc la Baku.